# ARN ribosomal 5.8S
En biología molecular el ARN ribosomal 5.8S (en inglés 5.8S rRNA) es un ARN no codificante de la subunidad grande del ribosoma eucariota y tiene un papel importante en la traducción de proteínas. Está transcrito por la polimerasa de ARN I como parte del precursor 45S que también contiene los ARN ribosomales 18S y 28S. Se piensa que su función está en la translocación del ribosoma. Es también sabido que forma un enlace covalente con la proteína supresora de tumores p53.
El ARN ribosomal 5.8S puede ser utilizado como gen de referencia para la detección de miRNA.